# Schiefkörper
Ein Schiefkörper oder Divisionsring ist eine algebraische Struktur, die alle Eigenschaften eines Körpers besitzt, außer dass die Multiplikation nicht notwendigerweise kommutativ ist.
Ein Schiefkörper ist somit ein Ring mit Einselement {\displaystyle 1\neq 0}, in dem jedes Element {\displaystyle a\neq 0} ein multiplikatives Inverses {\displaystyle a^{-1}} besitzt.
Als solcher ist für ihn die Charakteristik definiert.
Jeder Schiefkörper mit einer endlichen Anzahl von Elementen ist nach dem Satz von Wedderburn schon ein Körper, das heißt, die Multiplikation ist automatisch kommutativ. Ist ein Schiefkörper kein Körper, muss er demnach unendlich viele Elemente enthalten. Ein Beispiel ist der Schiefkörper der Quaternionen, er hat die Charakteristik 0.
Das Zentrum eines Schiefkörpers {\displaystyle S} ist ein (kommutativer) Körper {\displaystyle K}, und mittels der Inklusion wird {\displaystyle S} zu einer {\displaystyle K}-Algebra. Die Gesamtheit derjenigen Schiefkörper mit einem vorgegebenen Zentrum {\displaystyle K}, die als {\displaystyle K}-Vektorraum endlichdimensional sind, wird durch die Brauergruppe von {\displaystyle K} beschrieben.
Es existieren nichtkommutative Schiefkörper, die eine mit den Verknüpfungen des Schiefkörpers verträgliche, totale Anordnung zulassen. Sie werden als angeordnete Schiefkörper bezeichnet.
Zur algebraischen Beschreibung einer affinen Ebene oder einer projektiven Ebene werden in der synthetischen Geometrie für desarguesche Ebenen Schiefkörper als Koordinatenbereiche eingesetzt. Zur Beschreibung nichtdesarguescher (affiner oder projektiver) Ebenen werden dort zum gleichen Zweck unter anderem Alternativkörper, Quasikörper und Ternärkörper verwendet. Dabei wird der Begriff Schiefkörper verallgemeinert: Jeder Schiefkörper ist ein Alternativkörper, jeder Alternativkörper ein Quasikörper und jeder Quasikörper ein Ternärkörper.

## Geschichte des Begriffs
Als erster nichtkommutativer Körper wurde 1843 der Quaternionenring von William Rowan Hamilton konstruiert. Sein Ziel war es dabei, Vektoren des dreidimensionalen Raumes darzustellen und zwar möglichst analog zur Darstellung von Vektoren der Ebene durch komplexe Zahlen. Hamilton und seine Nachfolger bauten auf dieser Grundlage einen ausgefeilten geometrischen Kalkül auf, der letztlich mit zur Entwicklung der Vektoranalysis führte. Schiefkörper wie die Quaternionen, die endlichdimensionale Vektorräume über ihrem Zentrum {\displaystyle \mathbb {R} } sind, wurden in den 1920er und 1930er Jahren intensiv erforscht und das Gebiet wurde in den 1970er Jahren wieder belebt.
Der erste Schiefkörper, der über seinem Zentrum unendlichdimensional ist, wurde von David Hilbert 1903 konstruiert. Ihm ging es darum, ein Modell für einen nichtkommutativen Schiefkörper angeben zu können, der eine Anordnung zulässt, die analog zu den bekannten Anordnungen der formal reellen (kommutativen) Körper mit den algebraischen Verknüpfungen verträglich ist. Über einem solchen Schiefkörper konnte er dann eine affine Geometrie definieren, die einige, aber nicht alle Axiome seiner Axiomatik der euklidischen Geometrie erfüllt.
1931 studierte Øystein Ore die weiter unten in diesem Artikel beschriebene und nach ihm benannte Konstruktionsmethode für Schiefkörper.

### Sprachregelungen
In der älteren Literatur werden häufig auch nichtkommutative Schiefkörper als „Körper“ bezeichnet: In diesem Sprachgebrauch bezeichnete man einen Körper im heutigen Sinn als „kommutativen Körper“, einen Schiefkörper im heutigen Sinn einfach als „Körper“ (oder „nicht notwendig kommutativen Körper“) und nur den echten Schiefkörper bzw. nichtkommutativen Schiefkörper als „Schiefkörper“; der Satz von Wedderburn heißt für gewöhnlich „Jeder endliche Schiefkörper ist ein Körper, also ein Galoisfeld“, in diesem Sprachgebrauch aber „Jeder endliche Körper ist kommutativ“ oder auch „Endliche Schiefkörper gibt es nicht“. Im Französischen schließt der Begriff „corps“ bis heute den nichtkommutativen Fall mit ein, ebenso im Italienischen der Begriff „corpo“, wobei letzterer parallel zu dem (dem englischen Ausdruck für einen Körper, field, entsprechenden) Begriff „campo“ für Körper im Sinne dieses Artikels verwendet wird.

## Definitionen und Eigenschaften
Eine Menge {\displaystyle S} mit zwei zweistelligen Operationen {\displaystyle +} (Addition), {\displaystyle \cdot } (Multiplikation) und zwei Konstanten {\displaystyle 0,1} heißt Schiefkörper, wenn die folgenden Axiome gelten:
1. {\displaystyle (S,+,0)} ist eine kommutative/abelsche Gruppe.
2. {\displaystyle (S\setminus \{0\},\cdot ,1)} ist eine Gruppe.
3. Es gelten die beiden Distributivgesetze

{\displaystyle a\cdot (b+c)=a\cdot b+a\cdot c} und {\displaystyle (a+b)\cdot c=a\cdot c+b\cdot c} für alle {\displaystyle a,b,c\in S.}
Gleichwertig zu diesem Axiomensystem ist das folgende, das ohne Distributivgesetz auskommt:
Es seien {\displaystyle S,+,\cdot ,0,1} wie oben vorausgesetzt sowie
1. {\displaystyle (S,+,0)} eine abelsche Gruppe,
2. {\displaystyle (S\setminus \{0\},\cdot ,1)} eine Gruppe,
3. {\displaystyle (S\setminus \{1\},*,0),} mit dem durch {\displaystyle a*b=a+b-a\cdot b} gegebenen Sternprodukt {\displaystyle *,}[6] eine Gruppe und
4. es gelte {\displaystyle 0\cdot 1=1\cdot 0=0,}

dann ist {\displaystyle (S,+,0,\cdot ,1)} ein Schiefkörper.
Äquivalent dazu ist auch diese Definition:
Ein Ring {\displaystyle (S,+,0,\cdot )} heißt Schiefkörper, wenn
1. {\displaystyle S\setminus \{0\}\neq \emptyset ,}
2. die Gleichungen

{\displaystyle a\cdot x=b} und {\displaystyle y\cdot a=b}
sind für {\displaystyle a\neq 0} stets lösbar in {\displaystyle S.}
Es wird hier nicht verlangt, dass die Gleichungen eindeutige Lösungen besitzen, die Eindeutigkeit lässt sich jedoch zeigen. Ein Schiefkörper ist also ein Ring, in dem eine Links- und eine Rechtsdivision definiert werden können, daher auch der Name Divisionsring.
Das nun folgende, gleichwertige Axiomensystem betont den multiplikativen Aspekt des Schiefkörpers:
Es sei {\displaystyle (G,\cdot ,1)} eine Gruppe. Die Gruppe mit 0 auf {\displaystyle G} ist dann die Menge {\displaystyle G_{0}=G{\dot {\cup }}\{0\}} mit der durch die Vereinbarung {\displaystyle x\cdot 0=0\cdot x=0} fortgesetzten Verknüpfung. Ist nun {\displaystyle \sigma :G_{0}\rightarrow G_{0}} eine Abbildung mit
1. {\displaystyle \exists e\in G\colon \sigma (e)=0,}
2. {\displaystyle \sigma (0)=1}
3. {\displaystyle \sigma (a^{-1}\cdot b\cdot a)=a^{-1}\cdot \sigma (b)\cdot a} für {\displaystyle a,b\in G,}
4. {\displaystyle \sigma (\sigma (b\cdot a^{-1})\cdot a)=(\sigma (\sigma (b)\cdot a^{-1})\cdot a} für {\displaystyle a\in G,b\in G_{0},}

dann ist {\displaystyle (G_{0},+,\cdot ,0,1)} mit der Addition
{\displaystyle x+y={\begin{cases}\sigma (x\cdot y^{-1})\cdot y\quad &(y\neq 0)\\x\quad &(y=0)\end{cases}}}
ein Schiefkörper. Bei gegebenem Schiefkörper mit Addition ist die Abbildung {\displaystyle \sigma } durch {\displaystyle \sigma (a)=a+1} gegeben.

### Teilkörper
Ist {\displaystyle S} ein Schiefkörper und {\displaystyle T\subseteq S} eine Teilmenge mit {\displaystyle 0,1\in T} und ist {\displaystyle (T,+)} eine Untergruppe von {\displaystyle (S,+)} sowie {\displaystyle (T\setminus \{0\},\cdot )} eine Untergruppe von {\displaystyle (S\setminus \{0\},\cdot ,1)}, dann nennt man {\displaystyle T} einen Teilkörper von {\displaystyle S}. Für diese Teilkörperbeziehung schreibt man dann {\displaystyle T\leq S.}

### Zentrum und Zentralisator
- Ist {\displaystyle S} ein Schiefkörper, dann heißt die Menge {\displaystyle Z(S)=\lbrace x\in S\left|\;\forall a\in S:x\cdot a=a\cdot x\right.\rbrace } das Zentrum von {\displaystyle S}.
- Elemente {\displaystyle z\in Z(S)} werden als zentrale Elemente des Schiefkörpers bezeichnet.
- Das Zentrum von {\displaystyle S} ist das Zentrum im Sinne der Gruppentheorie der multiplikativen Gruppe zusammen mit dem Nullelement: {\displaystyle Z(S)=Z(S\setminus \{0\},{}\cdot {})\cup \{0\}}.
- Der Zentralisator {\displaystyle {\mathcal {C}}_{S}(A)} einer Teilmenge {\displaystyle A\subseteq S} ist definiert durch {\displaystyle {\mathcal {C}}_{S}(A)=\left\lbrace x\in S\left|\;\forall a\in A:a\cdot x=x\cdot a\right.\right\rbrace .} Jeder Zentralisator ist ein (nicht notwendig kommutativer) Teilkörper von {\displaystyle S}.
- Für den Zentralisator einer Teilmenge {\displaystyle A} gilt stets {\displaystyle Z(S)\leq Z({\mathcal {C}}_{S}(A))\leq {\mathcal {C}}_{S}(A).}
- Der Zentralisator kehrt Teilmengenbeziehungen um: {\displaystyle A\subseteq B\Rightarrow {\mathcal {C}}_{S}(A)\geq {\mathcal {C}}_{S}(B)}. Speziell gilt {\displaystyle {\mathcal {C}}_{S}(\emptyset )={\mathcal {C}}_{S}(Z(S))=S}.

### Charakteristik
Die Charakteristik eines Schiefkörpers {\displaystyle S} ist analog zu der von kommutativen Körpern definiert:
- Die kleinste positive natürliche Zahl {\displaystyle n} mit der Eigenschaft {\displaystyle n\cdot 1_{S}=0_{S}}[10] heißt Charakteristik von {\displaystyle S}. Dieses {\displaystyle n} muss dann eine positive Primzahl sein.
- Ist {\displaystyle n\cdot 1_{S}\neq 0_{S}} für alle positiven natürlichen Zahlen {\displaystyle n,} dann definiert man: {\displaystyle S} hat die Charakteristik 0.

### Morphismen und Ideale
Der Begriff Homomorphismus ist für Schiefkörper genauso definiert wie der Begriff Ringhomomorphismus in der Ringtheorie: Ist {\displaystyle (K,+,\cdot )} ein Schiefkörper und {\displaystyle (R,\oplus ,\odot )} ein Ring, dann wird {\displaystyle \varphi \colon K\rightarrow R} als Ringhomomorphismus bezeichnet, wenn für alle {\displaystyle a,b\in K} gilt:
{\displaystyle \varphi (a+b)=\varphi (a)\oplus \varphi (b)\;} und {\displaystyle \;\varphi (a\cdot b)=\varphi (a)\odot \varphi (b)}.
Über die allgemeinen Eigenschaften eines Ringhomomorphismus hinaus hat {\displaystyle \varphi } die folgenden Eigenschaften, da {\displaystyle K} ein Schiefkörper ist:
1. Es ist entweder {\displaystyle \varphi (K)} der Nullring oder {\displaystyle \varphi } ist injektiv, also eine Einbettung in den Ring {\displaystyle R}, denn {\displaystyle K} besitzt keine außer den trivialen Idealen, {\displaystyle 0,K}.
2. Im Fall der Einbettung wird der Ring {\displaystyle R} durch {\displaystyle \varphi } in natürlicher Weise zu einem {\displaystyle K}-Linksmodul, der eine {\displaystyle K}-Basis und eine eindeutige Dimension {\displaystyle \operatorname {dim} _{K}(R)} über {\displaystyle K} hat, also zu einem freien Modul über {\displaystyle K.}
3. Ist {\displaystyle \varphi } surjektiv und {\displaystyle R} nicht der Nullring, dann ist {\displaystyle R} isomorph zu {\displaystyle K} und selbst ein Schiefkörper.
4. Ist {\displaystyle K=R}, dann nennt man {\displaystyle \varphi } einen Schiefkörperendomorphismus, auch dann, wenn {\displaystyle \varphi (K)=0} ist. Ist aber der Endomorphismus {\displaystyle \varphi \neq 0}, also injektiv, dann braucht er im Allgemeinen nicht surjektiv zu sein. Ist {\displaystyle L\leq K} ein durch {\displaystyle \varphi } punktweise fixierter Teilkörper {\displaystyle L\subseteq \{a\in K|\varphi (a)=a\}} und ist {\displaystyle \operatorname {dim} _{L}(K)} endlich, dann folgt aus der Surjektivität die Bijektivität.

Ein Ringhomomorphismus {\displaystyle \varphi \colon K\rightarrow R} wird als Schiefkörperhomomorphismus bezeichnet, wenn auch {\displaystyle R} ein Schiefkörper ist, als Schiefkörperisomorphismus, wenn er bijektiv ist und als Schiefkörperautomorphismus, wenn darüber hinaus noch {\displaystyle K=R} ist.

### Antihomomorphismen
Ist {\displaystyle K} ein nichtkommutativer, also „echter“ Schiefkörper, dann sind zusätzlich zu den Ringhomomorphismen die Antihomomorphismen von Interesse: Ist wieder {\displaystyle K} ein Schiefkörper und {\displaystyle R} ein Ring, dann heißt {\displaystyle \psi \colon K\rightarrow R} Anti(-ring)homomorphismus, wenn für alle {\displaystyle a,b\in K} gilt:
{\displaystyle \psi (a+b)=\psi (a)\oplus \psi (b)\;} und {\displaystyle \;\psi (a\cdot b)=\psi (b)\odot \psi (a)}.
Für kommutative Körper unterscheidet sich das natürlich nicht vom Begriff des Ringhomomorphismus, denn das Kommutativgesetz der Multiplikation überträgt sich auf das Bild {\displaystyle \psi (K)\subseteq R}.
Alle genannten Begriffe für Homomorphismen werden entsprechend für Antihomomorphismen gebildet, der triviale „Anti“-Homomorphismus {\displaystyle \psi \equiv 0} stimmt mit dem trivialen Homomorphismus überein. Es muss im Allgemeinen kein Antiautomorphismus von {\displaystyle K} existieren (oder bekannt sein). Für den reellen Quatornionenschiefkörper {\displaystyle \mathbb {H} } ist die Konjugation ein Antiautomorphismus, ebenso die analog definierte Abbildung für die quaternionenartigen Schiefkörper, die bei den Beispielen in diesem Artikel genannt sind. Für jeden Schiefkörper {\displaystyle K} kann man aber eine antiisomorphe Struktur, seinen Gegenring {\displaystyle K^{\text{op}}} konstruieren, indem man die Multiplikation umkehrt, man definiert also für {\displaystyle a,b\in K\colon \quad a\odot b:=b\cdot a} und behält die ursprüngliche Addition bei. Dann ist {\displaystyle K^{\text{op}}=(K,+,\odot ,0,1)} ein zu {\displaystyle K=(K,+,\cdot ,0,1)} antiisomorpher Schiefkörper, der vermittelnde Antiisomorphismus ist die identische Abbildung auf der Menge {\displaystyle K}.

### Eigenschaften und verwandte Begriffe
- In einer Divisionsalgebra muss die Multiplikation nicht notwendigerweise assoziativ sein. Jeder Schiefkörper ist eine Divisionsalgebra über seinem Zentrum, eine {\displaystyle K}-Divisionsalgebra {\displaystyle (D,+,\cdot ,0,1)} über einem Körper {\displaystyle K} ist genau dann ein Schiefkörper, wenn {\displaystyle (D\setminus \{0\},\cdot ,1)} das Assoziativgesetz erfüllt und damit eine Gruppe bildet. In diesem Fall ist {\displaystyle K} ein Teilkörper des Zentrums von {\displaystyle D}, {\displaystyle K\leq Z(D).}
- Jeder Schiefkörper ist ein Fastkörper, ein Fastkörper ist genau dann ein Schiefkörper, wenn er beide Distributivgesetze erfüllt.
- Wird in dem Axiomensystem von Cohn mit der Nachfolgerabbildung {\displaystyle \sigma } das 3. Axiom nicht gefordert, dann beschreibt es einen Fastkörper.
- Jeder Schiefkörper ist ein Halbkörper im Sinne der Geometrie und ein Alternativkörper, ein Halbkörper oder Alternativkörper ist genau dann ein Schiefkörper, wenn die Multiplikation assoziativ ist.
- Ein Ring mit Einselement (unitärer Ring) ist genau dann ein Schiefkörper, wenn jedes Element außer dem Nullelement ein links- und ein rechtsinverses Element bezüglich der Multiplikation besitzt. Die Gleichheit dieser beiden inversen Elemente und die Eindeutigkeit des also zugleich links- und rechtsinversen Elementes lässt sich dann aus den übrigen Ringaxiomen beweisen.

## Angeordneter Schiefkörper
Ein Schiefkörper {\displaystyle (K,+,\cdot )}, auf dem eine totale Ordnung {\displaystyle \leq } definiert ist, heißt angeordneter Schiefkörper, wenn die Ordnung mit den Körperoperationen verträglich ist. Verträglichkeit bedeutet hier, dass für alle {\displaystyle a,b,c\in K} die folgenden Anordnungsaxiome gelten:
- Aus {\displaystyle a\leq b\,} folgt {\displaystyle \,a+c\leq b+c\;} (Monotonie der Addition).
- Aus {\displaystyle 0\leq a} und {\displaystyle 0\leq b\,} folgt {\displaystyle 0\leq a\cdot b} und {\displaystyle 0\leq b\cdot a\;} (Abgeschlossenheit des Positivbereichs bezüglich der Multiplikation).

Die Forderung, dass die Ordnung {\displaystyle \leq } eine „totale Ordnung“ sein soll, bedeutet:
1. Die zweistellige Relation {\displaystyle \leq } auf {\displaystyle K} ist reflexiv, das heißt, es gilt für jedes Element {\displaystyle a\leq a} und
2. sie ist transitiv, das heißt, es folgt für {\displaystyle a,b,c\in K} aus {\displaystyle (a\leq b)\land (b\leq c)} stets {\displaystyle a\leq c}. Mit diesen beiden Eigenschaften ist die Relation eine schwache Halbordnung auf der Menge {\displaystyle K}. Sie soll nun zusätzlich total sein, das bedeutet:
3. Beliebige Schiefkörperelemente sind immer der Größe nach vergleichbar, es muss also für beliebige {\displaystyle a,b\in K} gelten:

{\displaystyle (a\leq b\lor b\leq a)} und {\displaystyle \left((a\leq b\land b\leq a)\Rightarrow (a=b)\right)}. Gleichwertig ist die Forderung
Es gilt für {\displaystyle a,b\in K} stets genau eine der drei Relationen {\displaystyle a<b,\;a=b,\;b<a}. Das ist das sogenannte Trichotomiegesetz.
Dabei bedeutet {\displaystyle a<b} wie üblich, dass {\displaystyle a\leq b\land a\neq b} ist. Es ist die der schwachen Totalordnung {\displaystyle \leq } zugeordnete strikte Totalordnung.
Die additive Gruppe {\displaystyle (K,+,0)} ist in einem angeordneten Schiefkörper eine kommutative, angeordnete Gruppe und muss daher torsionsfrei sein. Daher ist die Charakteristik eines angeordneten Schiefkörpers immer 0. Dies ist aber keine hinreichende Bedingung für die Anordnungsfähigkeit, vergleiche dazu auch den Artikel Geordneter Körper. Der Quaternionenschiefkörper lässt keine Anordnung zu!

### Gleichwertige Beschreibung durch einen Positivbereich
Ist {\displaystyle K} ein angeordneter Schiefkörper und {\displaystyle } seine strikte, totale Ordnungsrelation, dann definiert man:
{\displaystyle P:=\{a\in K\mid 0<a\}} und nennt {\displaystyle K^{+}:=P} den Positivbereich von {\displaystyle K}, ein Element von {\displaystyle K^{+}} heißt dann positiv, positives Element von {\displaystyle K} oder auch eine positive Zahl.
Man schreibt dann auch
{\displaystyle K^{-}:=\{a\in K\mid a<0\}} und nennt die Elemente von {\displaystyle K^{-}} negativ usw.
Aus dem Trichotomiegesetz folgt, dass jede Zahl {\displaystyle a\neq 0} in genau einer der beiden Mengen {\displaystyle K^{+},K^{-}} liegt, denn man kann jede solche Zahl mit 0 vergleichen. Aus der Verträglichkeit mit der Addition folgt:
{\displaystyle a\in K^{+}\Leftrightarrow 0<a\Leftrightarrow -a<a+(-a)=0\Leftrightarrow -a\in K^{-}}, also {\displaystyle K^{-}=-K^{+}=\{-a\mid a\in K^{+}\}}, wie es der intuitiven Vorstellung von „negativen Zahlen“ entspricht. Man hat daher {\displaystyle K=\{0\}\cup K^{+}\cup (-K^{+})} und diese Vereinigung ist sogar eine disjunkte Vereinigung.
Aus der Verträglichkeit mit der Addition und der Transitivität folgt für {\displaystyle a,b\in K^{+}}:
{\displaystyle (0<a)\land (0<b)\Rightarrow (b=0+b<a+b)\land (0<b)\Rightarrow 0<a+b\Rightarrow a+b\in K^{+}}, das heißt {\displaystyle K^{+}+K^{+}\subseteq K^{+}}.
Aus der Verträglichkeit mit der Multiplikation folgt sofort {\displaystyle K^{+}\cdot K^{+}\subseteq K^{+}}.
Die drei Eigenschaften des Positivbereichs {\displaystyle P=K^{+}} charakterisieren die Anordnung auf dem Schiefkörper vollständig. Es gilt nämlich:
Ein Schiefkörper {\displaystyle K} lässt genau dann eine Anordnung zu, wenn er eine Teilmenge {\displaystyle P} mit den folgenden drei Eigenschaften enthält:
1. {\displaystyle K=\{0\}\cup P\cup (-P)} und {\displaystyle P\cap (-P)=\emptyset },
2. {\displaystyle P+P\subseteq P},
3. {\displaystyle P\cdot P\subseteq P}.

Eine Anordnung von {\displaystyle K}, nämlich die Anordnung mit dem Positivbereich {\displaystyle P} ist dann durch die Definition {\displaystyle a\leq b:\Leftrightarrow (b-a)\in P\cup \{0\}} der Halbordnung {\displaystyle \leq } auf {\displaystyle K} gegeben.
Ein Beweis dieses Satzes, bei dem von der Struktur {\displaystyle (K,+,\cdot ,0,1)} nur vorausgesetzt wird, dass sie ein Ring mit Einselement ist, findet sich im Lehrbuch von Fuchs.

### Anordnungsfähigkeit
Die Charakterisierung der Anordnung durch einen Positivbereich {\displaystyle P} ist oft geeignet, eine Anordnung auf einem gegebenen Schiefkörper {\displaystyle K} zu konstruieren und noch besser geeignet, um zu beweisen, dass ein gegebener Schiefkörper keine Anordnung zulässt.
Dazu sind einige Eigenschaften des Positivbereiches {\displaystyle P}, also einer Teilmenge von {\displaystyle K} mit den Eigenschaften 1. bis 3. eines Positivbereiches, nützlich:
- Aus der 1. Eigenschaft folgt {\displaystyle 0\not \in P}, denn es ist {\displaystyle 0=-0}, die dort genannte Vereinigung ist also stets disjunkt.
- Für beliebige {\displaystyle a\neq 0} ist {\displaystyle a^{2}=a\cdot a=(-a)\cdot (-a)\in P}, denn eines der Elemente {\displaystyle a,-a} liegt in {\displaystyle P}. Mengentheoretisch formuliert: {\displaystyle (K\setminus \{0\})^{2}\subseteq P}. Hat ein angeordneter Schiefkörper die Eigenschaft, dass jedes positive Element eine Quadratzahl ist, dann existiert nur genau diese eine Anordnung auf {\displaystyle K}. → Diese Eigenschaft charakterisiert (unter den kommutativen Schiefkörpern) die euklidischen Körper.

- Ist {\displaystyle L<K} ein angeordneter Teilkörper von {\displaystyle K}, ist für ein {\displaystyle a\in K} die Quadratzahl {\displaystyle a^{2}\in L} und ist {\displaystyle a^{2}} (bezüglich der Ordnung auf {\displaystyle L}) negativ, dann existiert jedenfalls keine Anordnung auf {\displaystyle K}, die die Anordnung auf {\displaystyle L} fortsetzt. Lässt {\displaystyle L} nur eine Anordnung zu, dann kann {\displaystyle K} unter diesen Bedingungen gar nicht angeordnet werden. Damit kann zum Beispiel die obige Aussage, dass der Quaternionenschiefkörper {\displaystyle \mathbb {H} } keine Anordnung zulässt, bewiesen werden: {\displaystyle L=\mathbb {R} }, der Körper der reellen Zahlen lässt als euklidischer Körper, nur eine Anordnung zu und es existieren (unendlich viele) Elemente {\displaystyle a\in \mathbb {H} } mit {\displaystyle a^{2}=-1\in (-\mathbb {R} ^{+})}.

- Ist {\displaystyle a\in P}, dann gilt auch {\displaystyle a^{-1}\in P}, denn sonst wäre {\displaystyle -a^{-1}\in P} und {\displaystyle -1=(-a^{-1})\cdot a\in P} im Widerspruch zu {\displaystyle 1=1^{2}\in P}.
- Zusammen mit der Abgeschlossenheit (3. Eigenschaft) ergibt sich, dass {\displaystyle P} eine Untergruppe der multiplikativen Gruppe {\displaystyle (K\setminus \{0\},\cdot )} ist.
- Da {\displaystyle -P=(-1)\cdot P=P\cdot (-1)} nach der 1. Eigenschaft die einzige echte Links- und Rechtsnebenklasse von {\displaystyle P} ist, ist {\displaystyle P} ein Normalteiler vom Index 2 in der multiplikativen Gruppe.

## Konstruktion und Beispiele
Kommutative Körper können aus gegebenen Körpern durch algebraische oder transzendente Körpererweiterungen erzeugt werden, jeder solche Körper geht aus dem Primkörper seiner Charakteristik durch eine Kombination dieser beiden Erweiterungsarten hervor. Eine vergleichbare „kanonische“ Methode, nichtkommutative Schiefkörper zu konstruieren, ist nicht bekannt. Die meisten Methoden beruhen darauf, einen (geeigneten) nichtkommutativen, nullteilerfreien Ring in seinen Rechts- oder Linksquotientenschiefkörper einzubetten. Ein verhältnismäßig einfaches hinreichendes Kriterium an einen Ring fand Øystein Ore mit der nach ihm benannten Ore-Bedingung.

### Eine Beispielklasse nach Hilbert
Unendlichdimensionale Erweiterungen können analog zu dem von Hilbert angegebenen Schiefkörper aufgebaut werden. Dieser sieht so aus:
1. Sei {\displaystyle K} ein Schiefkörper oder Körper,
2. {\displaystyle K(u)} der rationale Funktionenkörper in einer zentralen Unbestimmten {\displaystyle u}.
3. Auf {\displaystyle K(u)} ist die durch {\displaystyle \alpha \colon f(u)\mapsto f(u^{2})} definierte Abbildung ein Ringendomorphismus.
4. Daraus wird mit einer neuen Unbestimmten {\displaystyle v} der nichtkommutative Polynomring {\displaystyle K(u)[v;\alpha ]} gebildet, auf dem die Multiplikation von {\displaystyle u} mit {\displaystyle v} durch die Vertauschungsrelation {\displaystyle u\cdot v=v\cdot \alpha (u)} bestimmt ist ({\displaystyle v} vertauscht mit Elementen des Ausgangskörpers {\displaystyle K}).
5. {\displaystyle H=K(u)(v;\alpha )} ist der Rechtsquotientenschiefkörper des nullteilerfreien Ore-Rings {\displaystyle K(u)[v;\alpha ]} und wird als Hilbertkörper[14] bezeichnet.

Das Zentrum {\displaystyle C=Z(K)} ist auch Zentrum des Hilbertkörpers und es ist stets {\displaystyle [H:C]=\operatorname {dim} _{C}(H)=\infty }. Ist {\displaystyle K} ein formal reeller (kommutativer) Körper, dann lässt {\displaystyle H} eine mit den algebraischen Verknüpfungen verträgliche Anordnung zu.
Eine Verallgemeinerung von Hilberts Konstruktion verwendet anstelle von {\displaystyle \alpha } andere Ringendomorphismen von {\displaystyle K(u)}.

### Nichtkommutative Schiefkörper beliebiger Charakteristik
Eine Variante der Hilbertschen Idee kommt mit einer einschrittigen Erweiterung eines Körpers {\displaystyle K} aus, sofern dieser einen nichtidentischen Körperautomorphismus {\displaystyle \phi } zulässt. Dazu gehören zum Beispiel alle endlichen Körper {\displaystyle \mathbb {F} _{q}}, wobei {\displaystyle q=p^{r},r\in \mathbb {N} ,r>1} ist (siehe Frobeniushomomorphismus), alle echten galoisschen Erweiterungskörper des rationalen Zahlkörpers {\displaystyle \mathbb {Q} }, speziell die quadratischen Erweiterungskörper {\displaystyle \mathbb {Q} (w),(w\in \mathbb {C} \setminus \mathbb {Q} ,w^{2}\in \mathbb {Q} )}.
Bei der Konstruktion geht man von den formalen Laurent-Reihen über {\displaystyle K} mit endlichem Hauptteil aus, also den formalen Funktionen:
{\displaystyle f(z)=\sum _{m=-\infty }^{\infty }a_{m}z^{m};\quad \exists m_{0}\in \mathbb {Z} \;\forall m<m_{0}:a_{m}=0}
Die Addition ist durch die für Reihen gewohnte komponentenweise Addition der Koeffizienten definiert. Das Produkt {\displaystyle h=f\star g} wird für {\displaystyle f(z)=\sum a_{m}z^{m};g(z)=b_{m}z^{m}} durch
{\displaystyle h(z)=\sum _{m=-\infty }^{\infty }c_{m}z^{m};\quad c_{k}:=\sum _{i+j=k}a_{i}\phi ^{i}(b_{j})} definiert.
(Für {\displaystyle i<0} ist {\displaystyle \phi ^{i}} die {\displaystyle |i|}-fache Anwendung des inversen Automorphismus, {\displaystyle \phi ^{0}} ist der identische Automorphismus von {\displaystyle K}.)
Man notiert die Struktur aus der Menge dieser formalen Laurentreihen mit gewöhnlicher Addition und der modifizierten Multiplikation als {\displaystyle S=K((z;\phi ))} und nennt sie englisch skew Laurent series ring in one indeterminate (keine deutsche Bezeichnung bekannt). Dieser Ring {\displaystyle (S,+,\star ,0,1)} ist (sofern der definierende Körperautomorphismus nichtidentisch ist) ein nichtkommutativer Schiefkörper mit derselben Charakteristik wie der Ausgangskörper {\displaystyle K}.

### Zwei konkrete nichtkommutative Schiefkörper

#### Ein Schiefkörper der Charakteristik 2
Der kleinste Ausgangskörper, der für die beschriebene „skew Laurent series ring“-Konstruktion in Betracht kommt, ist der Körper {\displaystyle K=\mathbb {F} _{4}} mit vier Elementen. Man kann ihn aus {\displaystyle \mathbb {F} _{2}=\mathbb {Z} /2\mathbb {Z} } gewinnen, indem man eine Nullstelle {\displaystyle \alpha } des in {\displaystyle \mathbb {F} _{2}} irreduziblen Polynoms {\displaystyle M(X)=X^{2}+X+1} adjungiert: {\displaystyle K:=\mathbb {F} _{2}(\alpha )}. Dann ist {\displaystyle \alpha } nicht das Einselement und damit, da 3 eine Primzahl ist, ein erzeugendes Element der dreielementigen zyklischen multiplikativen Gruppe {\displaystyle (K^{*},\cdot )=(K\setminus \{0\},\cdot )\cong (C_{3},\cdot )}. Der einzige nichtidentische Automorphismus dieser multiplikativen Gruppe ist durch {\displaystyle \phi (\alpha )=\alpha ^{2}=\alpha +1} eindeutig bestimmt, die letzte Gleichung ergibt sich daraus, dass {\displaystyle \alpha } Nullstelle von {\displaystyle M} ist. Dieser Gruppenautomorphismus wird durch die Vereinbarung {\displaystyle \phi (0)=0} zu einem nichtidentischen Körperautomorphismus von {\displaystyle K} fortgesetzt und {\displaystyle S_{2}=K((z;\phi ))} ist ein konkretes Beispiel für einen nichtkommutativen Schiefkörper der Charakteristik 2.

#### Ein Schiefkörper der Charakteristik 0
Hier muss man den Körper {\displaystyle \mathbb {Q} } der rationalen Zahlen zumindest einmal quadratisch erweitern. Wir wählen {\displaystyle K=\mathbb {Q} ({\sqrt {2}})}. Dann ist durch {\displaystyle \phi (a+b{\sqrt {2}})=a-b{\sqrt {2}};\;(a,b\in \mathbb {Q} )} ein nichtidentischer Körperautomorphismus von {\displaystyle K} gegeben. Damit ist {\displaystyle S_{0}=\mathbb {Q} ({\sqrt {2}})((z;\phi ))} ein nichtkommutativer Schiefkörper der Charakteristik 0.
Der Schiefkörper {\displaystyle S_{0}} lässt keine Anordnung zu.
Dazu kann man zur Kenntnis nehmen, dass der kommutative Ausgangskörper {\displaystyle K=\mathbb {Q} ({\sqrt {2}})} (vielleicht entgegen der intuitiven Vorstellung von einem Teilkörper {\displaystyle K\leq \mathbb {R} }) zwei verschiedene Anordnungen zulässt, {\displaystyle \mathbb {Q} } dagegen als Primkörper nur eine. Man muss entscheiden, ob die adjungierte „Quadratwurzel“ {\displaystyle \alpha ={\sqrt {2}}} die positive oder negative Nullstelle des rationalen Polynoms {\displaystyle M(X)=X^{2}-2} sein soll. Wir entscheiden zunächst {\displaystyle \alpha >0}. Wo genau dann {\displaystyle \alpha } in der Anordnung von {\displaystyle \mathbb {Q} } liegt, ist dann festgelegt, denn die Funktion {\displaystyle x\rightarrow x^{2}} ist auf einem angeordneten Schiefkörper (aufgrund der oben dargestellten Eigenschaften des Positivbereichs) streng monoton wachsend für Elemente des Positivbereiches, daher muss zum Beispiel {\displaystyle 1{,}1<\alpha <1{,}5} wegen {\displaystyle 1{,}21<2<2{,}25} gelten usw.
Man berechnet mit {\displaystyle z\in S_{0}=K((z,\phi ))} zwei einfache Quadratzahlen mit der oben gegebenen Produktdefinition:
{\displaystyle (\alpha \cdot z)\star (\alpha \cdot z)=(\alpha \cdot z^{1})\star (\alpha \cdot z^{1})=(\alpha \cdot \phi ^{1}(\alpha ))\cdot z^{2}=(-\alpha ^{2})\cdot z^{2}=(-2)\cdot z^{2}}
{\displaystyle z\star z=(1\cdot z^{1})\star (1\cdot z^{1})=(1\cdot \phi ^{1}(1))\cdot z^{2}=z^{2}}
Nun müssten beide Elemente {\displaystyle (-2)\cdot z^{2},z^{2}\in S_{0}} als von 0 verschiedene {\displaystyle \star }-Quadratzahlen im Positivbereich von {\displaystyle S_{0}} liegen, ebenso aber auch die Zahl {\displaystyle \alpha ^{2}=2\in \mathbb {Q} }, erstens weil auch sie eine Quadratzahl in {\displaystyle S_{0}} ist und zweitens, weil die rationalen Zahlen nur eine Anordnung zulassen. Dies führt zu einem Widerspruch zu den oben genannten Untergruppeneigenschaften eines Positivbereichs.
Diese Überlegungen sind offenbar ganz unabhängig davon, welche der beiden möglichen Anordnungen auf {\displaystyle K=\mathbb {Q} (\alpha )} man wählt.

#### Überabzählbarkeit der beiden Beispielschiefkörper
Beide Schiefkörper {\displaystyle S_{2},S_{0}} enthalten jeweils als Teilmengen die überabzählbaren Mengen
{\displaystyle B_{2,0}=\left\lbrace \left.\sum _{m=1}^{\infty }a_{m}\cdot z^{m}\right|\;\;a_{m}\in \{0,1\}\right\rbrace \subset S_{2,0}},
deren Koeffizientenfolgen nur aus den „Zahlen“ 0 und 1 bestehen und daher als Binärdarstellungen aller reellen Zahlen {\displaystyle x\in {}]0,1]} interpretiert werden können. Alle beide sind also nach Cantors zweitem Diagonalargument überabzählbare Teilmengen ihrer Schiefkörper, die daher selbst ebenfalls überabzählbare Mengen sind.
Man sieht nun leicht, dass dieses Argument für jeden nach der beschriebenen „skew Laurent series ring“-Methode konstruierten Schiefkörper gilt.

### Quaternionenartige Schiefkörper
Man kann die Konstruktion des Hamiltonschen Schiefkörpers der reellen Quaternionen {\displaystyle \mathbb {H} =\mathbb {R} (i,j)} allgemeiner mit einem beliebigen kommutativen Körper {\displaystyle K} an Stelle von {\displaystyle \mathbb {R} } durchführen, dessen Charakteristik nicht 2 ist. (Die „Vorzeichen“ sind für die Konstruktion wichtig.) Für formal reelle Körper ergibt sich so ein echter Schiefkörper. Wie man anhand der ausführlichen Informationen und Literaturangaben im Artikel Quaternion sieht, erhält man durch die Konstruktion eine Struktur {\displaystyle R=K(i,j)}, die stets die folgenden Eigenschaften hat:
1. Die Multiplikation mit Elementen aus {\displaystyle K} macht aus {\displaystyle R} einen vierdimensionalen {\displaystyle K}-Vektorraum, insbesondere erfüllt die Multiplikation mit Elementen aus {\displaystyle K} beide Distributivgesetze. So wird die Konstruktion angesetzt: Man führt die Symbole {\displaystyle 1_{Q},i,j,k} als formale Bezeichner für vier Basisvektoren ein.
2. Die „innere Multiplikation“ in {\displaystyle R} wird durch die Hamiltonschen Relationen {\displaystyle -1_{Q}=i^{2}=j^{2}=k^{2}} und {\displaystyle -1_{Q}=ijk} für Basisvektoren definiert und dann auf beliebige Elemente distributiv fortgesetzt. Damit erfüllt auch diese innere Multiplikation beide Distributivgesetze nach Konstruktion.
3. Die innere Multiplikation von skalaren Vielfachen der Basisvektoren erfüllt das Assoziativgesetz immer noch, weil die Elemente {\displaystyle \mathbf {Q} _{8}=\{\pm 1_{Q},\pm i,\pm j,\pm k\}} mit den Hamiltonschen Relationen und den Interpretationen der (in Bezug auf die Gruppe {\displaystyle (\mathbf {Q} ,\cdot )} zunächst) formalen Vorzeichen durch die Zusatzrelationen[18] {\displaystyle +x=x;\;1_{Q}\cdot x=x\cdot 1_{Q}=x;(-1_{Q})\cdot x=x\cdot (-1_{Q})=-x\;(x\in \mathbf {Q} _{8})} eine Gruppe, die Quaternionengruppe bilden. Da diese Gruppe nicht kommutativ ist, erfüllt auch die innere Multiplikation das Kommutativgesetz nicht.

Mit diesen 3 Konstruktionsschritten erhält man also immer eine vierdimensionale {\displaystyle K}-Algebra. Dass jedes Element von {\displaystyle K} bei der inneren Multiplikation mit Elementen von {\displaystyle R} kommutiert, ergibt sich ebenfalls aus der Konstruktion.
Die Normfunktion
{\displaystyle N\colon \;R\rightarrow K;\;\xi =x_{0}\cdot 1+x_{1}\cdot i+x_{2}\cdot j+x_{3}\cdot k\mapsto N(\xi )=x_{0}^{2}+x_{1}^{2}+x_{2}^{2}+x_{3}^{2}}
nimmt nur Werte aus dem Grundkörper an.
Für eine Inversenbildung in {\displaystyle R} muss nun durch solche Normwerte in {\displaystyle K} dividiert werden können. Die Koeffizienten {\displaystyle x_{0},x_{1},x_{2},x_{3}} können beliebige Elemente aus {\displaystyle K} sein (außer dass nicht alle 0 sein können, denn das Nullelement hat und braucht auch in {\displaystyle R} kein Inverses). Daher existieren Inverse für beliebige Elemente {\displaystyle \xi \in R\setminus \{0\}} genau dann, wenn in {\displaystyle K} das Nullelement nicht als nichttriviale Summe von (hier höchstens 4) Quadratzahlen darstellbar ist. Es ist dann
{\displaystyle \xi ^{-1}={\frac {\bar {\xi }}{N(\xi )}}={\frac {\bar {\xi }}{\xi \cdot {\bar {\xi }}}}} mit {\displaystyle {\bar {\xi }}=x_{0}\cdot 1-x_{1}\cdot i-x_{2}\cdot j-x_{3}\cdot k}.
Damit wird {\displaystyle R=K(i,j)} zu einem nichtkommutativen Schiefkörper, wenn {\displaystyle K} ein formal reeller Körper ist. Dieser Schiefkörper {\displaystyle R} ist vierdimensional über seinem Zentrum {\displaystyle Z(R)=K}. Er lässt keine Anordnung zu, denn für die Elemente {\displaystyle \xi \in \{\pm i,\pm j,\pm k\}} ist {\displaystyle \xi ^{2}=-1}, was die Existenz eines Positivbereichs unmöglich macht.
Wählt man als Grundkörper einen abzählbaren Körper, zum Beispiel {\displaystyle K=\mathbb {Q} } dann hat man damit auch einen abzählbaren echten Schiefkörper {\displaystyle R=K(i,j)}.
Ist {\displaystyle K} ein (als Vektorraum über {\displaystyle \mathbb {Q} }) endlichdimensionaler, formal reeller Erweiterungskörper, das heißt, gilt {\displaystyle \mathbb {Q} \leq K<\mathbb {R} } und {\displaystyle d:=\operatorname {dim} _{\mathbb {Q} }K\in \mathbb {N} }, dann sind alle nichttrivialen Endomorphismen von {\displaystyle K(i,j)} bijektiv, also Schiefkörperautomorphismen und zugleich {\displaystyle \mathbb {Q} }-Vektorraumautomorphismen von {\displaystyle K(i,j)}. Sie lassen sich also, nach Wahl einer festen {\displaystyle \mathbb {Q} }-Basis von {\displaystyle K(i,j)} durch reguläre Matrizen darstellen. Damit wird die Gruppe dieser Schiefkörperautomorphismen dargestellt als Untergruppe von {\displaystyle \operatorname {GL} (4d,\mathbb {Q} )}, der allgemeinen linearen Gruppe, denn es ist dann {\displaystyle \operatorname {dim} _{\mathbb {Q} }K(i,j)=4d}.
Unmöglich ist die Invertierbarkeit für alle Elemente {\displaystyle \xi \neq 0} dagegen über Körpern einer Charakteristik {\displaystyle p\neq 0}. Dazu genügt es, zu zeigen, dass solche Elemente mit Koeffizienten aus dem Primkörper existieren, deren Normwert 0 ist. Für {\displaystyle p=2} ist das mit {\displaystyle x_{0}=x_{1}=1,x_{2}=x_{3}=0} gegeben. Sei nun also {\displaystyle p} eine ungerade Primzahl, {\displaystyle K=\mathbb {Z} /p\mathbb {Z} }. Zu zeigen ist dann, dass die Kongruenz {\displaystyle x_{0}^{2}+x_{1}^{2}+x_{2}^{2}+x_{3}^{2}\equiv 0{\pmod {p}}} eine nichttriviale Lösung hat. Dies lässt sich relativ einfach durch Abzählen beweisen, zum Beispiel durch dieses Schubfachargument.